# Aloeides pringlei
Aloeides pringlei (tên tiếng Anh: Pringle's Copper) là một loài bướm thuộc họ Lycaenidae. Đây là loài đặc hữu của Nam Phi, nơi nó chỉ có ở vài địa điểm ở vùng đồng cỏ Easy Cape gần Great Winterberg.
Sải cánh khoảng 30–34 mm đối với con đực và 32–36 mm đối với con cái. Cá thể trưởng thành mọc cánh từ tháng 11 tới tháng 12. Mỗi năm loài này có một thế hệ.